# XPlite
XPlite/2000lite – program komputerowy, wyprodukowany przez LitePC Technologies oparty na wcześniejszym programie 98lite, który ułatwia usuwanie wybranych elementów systemów Windows 2000 oraz XP działających w architekturze x86. Program pozwala również na wyłączenie niektórych funkcji systemu Windows.

## Edycje
XPlite/2000lite jest własnościowym oprogramowaniem produkowanym w dwóch edycjach. Wersja trial (darmowa) pozwala na usunięcie niektórych funkcji. Pełna wersja pozwala na usunięcie m.in. programów: Internet Explorer, Outlook Express, Windows Media Player.

## Zagrożenia
Program pozwala na usunięcie wielu programów i komponentów systemu, jednak brak w nim szczegółowego opisu, który uwzględniałby zagrożenia płynące z ich usunięcia i dlatego nie jest zalecany dla zwykłych domowych użytkowników. Ponadto większość programów, które można bezpiecznie usunąć, można także usunąć poprzez „Dodaj/Usuń programy” z Panelu sterowania.